# Samira Saïd
Samira Saïd, celým jménem Samira Bensaïd Pirthi (* 10. ledna 1958 Rabat), je marocká zpěvačka.

## Život
Narodila se a vyrůstala v Rabatu. Rodiče ji podporovali v pěveckých soutěžích a tak zpívat začala již v 9 letech. Mnohé tyto soutěže vyhrála. Počátkem 80. let 20. století se odstěhovala do Egypta. Její hlasový rozsah jí umožňuje zpívat klasické a hlasově náročné arabské písně, ale také arabský pop, ve kterém zaznívají stopy jazzu, evropského popu a alžírského hudebního stylu nazývaného Raj.

## Kariéra
V roce 1980 zpívala v soutěži Eurovision Song Contest píseň „Bitaqat Hub“. V roce 1983 se proslavila i v Egyptě s písní „Al hob Elli Ana Aichah“ a s písní „Alemnah al Hob“. Stala se známou pro svůj pečlivý výběr hudby i doprovodu. V lednu 2006 v Káhiře zazpívala píseň „Kolena Ensan“ pro African Cup of nation.
Věnuje se dobročinným účelům, několikrát se osobně zúčastnila charity v jižní a severní Africe za boj proti AIDS a hladomoru. Na jedné z těchto charit zazpívala píseň „Kolena Ensen“ v arabštině, angličtině a ve francouzštině, za což získala zlatou cenu. V roce 2004 vydala album pod názvem Youm wara youm, které bylo stejně úspěšné jako později vydané album Aweni Beek a píseň „Ma khalas“, jejichž videa byla natočena v Barceloně. V létě roku 2005, díky ohlasu tuniských fanoušků během jejího představení v Carthage Festival, zpívala kolekci svých písní v odlišném dialektu, měnícím se z Maroka do Egypta, Libanonu a z dalšího východu. Žila se svým manželem v Káhiře, v roce 2017 se však rozhodla vrátit zpět do Maroka.

## Diskografie
- El hob elli ana a'ach (1980)
- Bitaqat hob (1980)
- Ben Lif (1981)
- Hikaya (1982)
- Allemnah el Hob (1983)
- Ketr al Kalam (1983)
- Methaya'li (1984)
- Lilet el Ouns (1984)
- Ya Damaiti Haddi (1984)
- Ehki ya Shehrazade (1985)
- Youm akablak Fih (1985)
- Ech gab li gab (1985)
- Amrak ajib en (1986)
- Ana walla anta (1989)
- Moch hatnazel a'k (1986)
- Sibak (1986)
- Ya ebn al halel (1987)
- Ghariba (1988)
- Sibni louahdi (1988)
- Ensani (1989)
- Ba'n ne (1990)
- Choft el amar (1991)
- Hannitlak (1992)
- Khayfa (1992)
- a'ach'a (1993)
- Enta habibi (1995)
- Kolli de echa3at (1996)
- a'al bal (1998)
- Rouhi (1999)
- Laila habibi (2001)
- Youm Wara Youm (2002)
- Awweeni Beek (2004)